# David Brown (entrepreneur)
Pour les articles homonymes, voir David Brown et Brown.
Sir David Brown, né le 10 mai 1904 et mort le 3 septembre 1993, est un industriel britannique qui a développé le groupe David Brown Limited fondé par son grand-père qui portait le même nom que lui.

## Biographie
Après avoir gravi tous les échelons dans l'entreprise familiale, il devient directeur général à la mort de son père Percy Brown en 1931. Un rapprochement avec l'irlandais Harry Ferguson l'engage dans un projet de fabrication de tracteurs qu'il continuera seul lorsqu'Harry Ferguson part travailler avec Henry Ford. Le premier tracteur s'appelle le VAK1 et est vendu à plusieurs milliers d'exemplaires ce qui fait la richesse de l'industriel.
En 1947, ce passionné d'automobile achète Aston Martin et Lagonda, deux marques en difficultés qu'il va relancer. Il donnera à Aston Martin ses propres initiales « DB » et un palmarès légendaire avec des premières victoires aux 24 Heures du Mans, aux 24 Heures de Spa, au championnat du monde des voitures de sport...

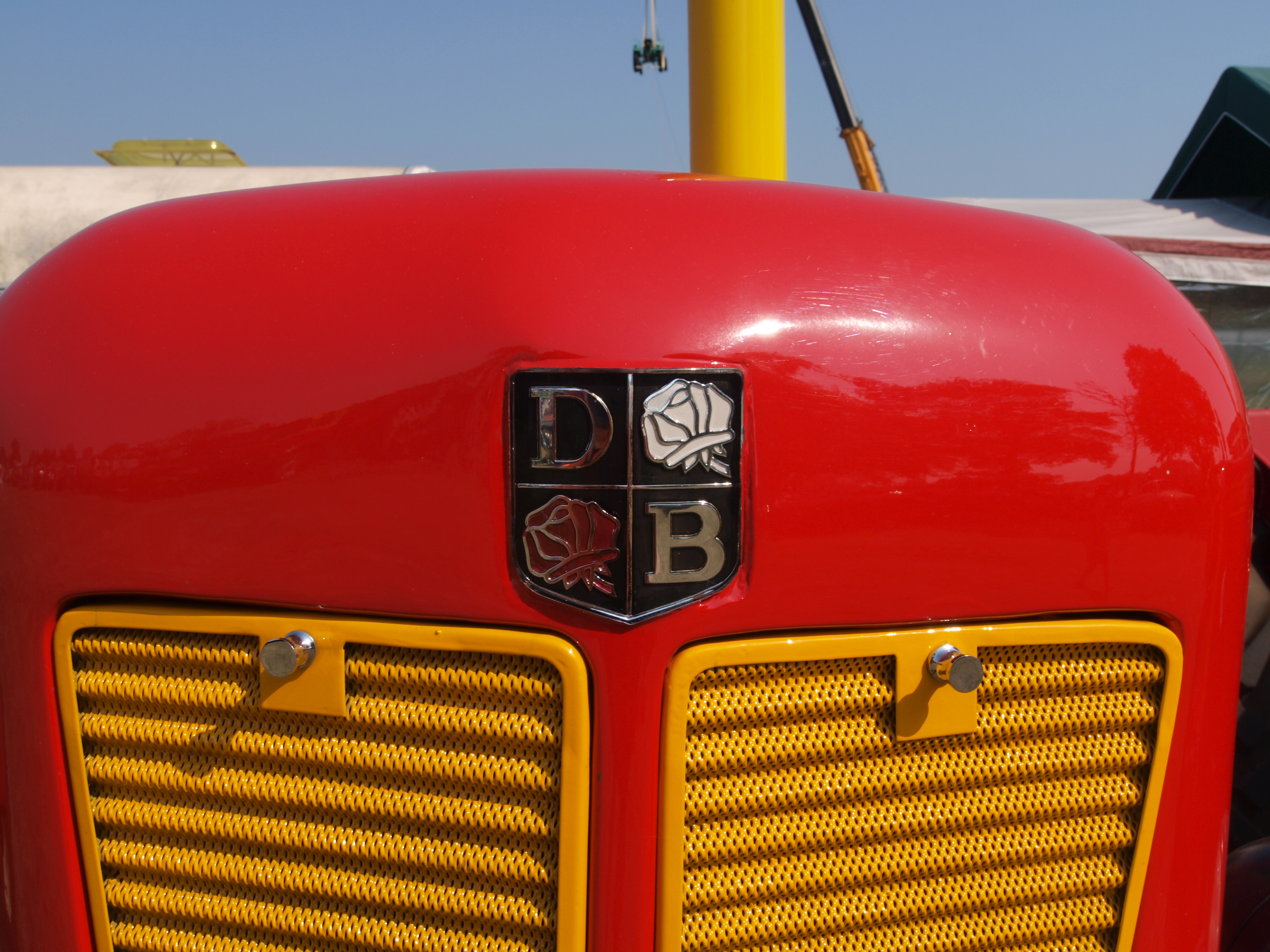
Logo